# Microgaster harnedi
Microgaster harnedi är en stekelart som beskrevs av Muesebeck 1922. Microgaster harnedi ingår i släktet Microgaster och familjen bracksteklar. Inga underarter finns listade i Catalogue of Life.